# غبيراء آرية
الغبيراء الآرية (باللاتينية: Sorbus aria) نوع نباتي شجري يتبع جنس الغبيراء من الفصيلة الوردية.